# Імені Тараса Шевченка (станція)
Імені Тарáса Шевчéнка (до 1936 року та у 1941—1944 роках — Бóбринська, у 1936—1938 роках — Імені Пóстишева, у 1938—1940 роках — Імені Єжóва) — вузлова електрифікована дільнична залізнична станція Шевченківської дирекції Одеської залізниці. Розташована у місті Сміла Черкаського району Черкаської області за адресою: провулок Тараса Шевченка, 1.

## Історія
У 1872 році під тиском цукрозаводчиків генерал-губернатор князь Дондуков-Корсаков був змушений піти на з'єднання Києво-Берестейської та Харківсько-Миколаївської залізниць, що закінчувалися станціями Фастів I та Знам'янка-Пасажирська відповідно. З цією метою було утворено Товариство Фастівської залізниці. Товариство планувало прокладання залізниці через район Новомиргород — Златопілля, однак Міністр шляхів сполучення граф Георгій Бобринський домігся виконання Уставу Товариства, яким було зобов'язано прокласти залізницю через Смілу з правом експлуатації до 1957 року. Тож на околиці Сміли, паралельно з будівництвом залізниці, будується головна станція Фастівської залізниці. Назву їй було обрано Бобринська на честь графів Бобринських. Граф задумав будівництво станції заздалегідь, тож назва Бобринська уперше з'явилася на мапі 1870 року, що нині зберігається у бібліотеці імені Салтикова-Щедріна (Санкт-Петербург).
23 листопада 1876 року розпочався рух поїздів від Фастова через Бобринську до Знам'янки з відгалуженнями до станцій Шпола та Черкаси, як свідчать телеграми з Фастова та Сміли у Товариство Фастівської залізниці, що засідало у Петербурзі. Управління ж залізниці було розміщено у місті Сміла.
На станції Бобринська було облаштовано депо на 9 паровозів і сарай на 8 вагонів, головну майстерню для ремонту паровозів та вагонів (нині — Смілянський електромеханічний завод), магазин для запчастин і матеріалів.
Незважаючи на низький вантажообіг, наявність станції дала швидкий імпульс зростанню розвитку міста та скорочення безробіття. Умови роботи були надзвичайно важкі — працювали по 12 годин, а заробіток одержували у розмірі 80-90 карбованців/рік. Робітники та стрілочники жили у тісних холодних бараках по 2-3 родини разом. Лікарні у залізничників не було, тож доводилося користуватися лікарнею графа Бобринського за плату.
У 1897 році Фастівська залізниця була поглинута Південно-Західною залізницею.
Напередодні Першої світової війни станцію було переобладнано. У цей час була збудована залізниця Москва — Одеса-Головна і через станцію розпочався рух потягів з півдня у центр Російської імперії.
1914 року побудована залізнична лінія Бобринська — Одеса залізниці Одеса-Бахмач через станції Помічна та Колосівка.

### Українська революція
Проти ночі з 21 на 22 лютого 1918 року Звенигородський кіш вільного козацтво під командуванням Юрка Тютюнника розбив на станції переважаючі сили більшовиків (8-ми тисячну групу Михайла Муравйова). Бій тривав цілий день, при цьому обидві сторони зазнали значних втрат. Він закінчився нічною атакою на росіян, по якій останні були розбиті й розбіглися у різних напрямках. Тут мало не був захоплений комендант російських військ на Україні Муравйов, який пробивався з Одеси на північ. Під час операції звенигородцями командував Хведот Бондар (с. Кирилівка), черкасцями — Яків Водяний, єлисаветцями — Кульчицький, всією операцією кермував штаб Звенигородського коша. Це була одна з найвидатніших операцій Вільного козацтва. В цьому бою брав участь і Іван Лютенко-Лютий, після якого на деякий час склав зброю. За його словами в цьому бою протистояли переважно червоні матроси з Чорноморського флоту, які хоч і були фронтовиками, на суші виявились слабким супротивником.
25 січня 1919 року в район станції Бобринська було перекинуто панцирний поїзд «Гайдамака» — для ліквідації повстання отамана Зеленого проти Директорії Української Народної Республіки. Загалом станом на 28 січня 1919 року у складі Південної групи Директорії УНР у напрямку станцій Черкаси та Знам'янка-Пасажирська проти радянських повстанців оперувало 3 панцерні поїзди, крім згаданого «Гайдамаки», ще «Республіканець» та «Самостійник». У лютому—березні 1919 року для боротьби з більшовиками долучився панцирник «Мазепинець» з 2-го полку ім. І. Мазепи Запорізького корпусу ДА УНР.
10 травня 1919 року, внаслідок Григор'ївського повстання проти більшовицької влади, одною з перших повстанцями була захоплена станція Бобринська. 22 травня 1919 року червоноармійські підрозділи повернули станцію собі під контроль.
5 серпня 1919 року розпочався наступ на вузлову станцію білогвардійських військ під командуванням начальника 1-ї Терської козачої дивізії. В авангарді наступу знаходився бронепоїзд «Генерал Шкуро», що переслідував бронепотяг та відступаючі сили червоних. Проти ночі з 6 на 7 серпня бронепоїзд зайняв станцію. Було захоплено близько 20 полонених. На ранок 7 серпня підтягнулися пластунські батальйони. Бронепоїзд провів розвідку на відстані близько 10 верст у напрямку станції Сміла, в бік мосту через річку Дніпро, і згодом повернувся на станцію Бобринська. Нечисельні білі війська продовжували наступ у напрямку станції Цвіткове. Передові загони генерала Андрія Шкуро покинули 11 серпня Смілу, залишивши на станції один ешелон. Через станцію проходило багато різних білогвардійських військових частин, що супроводжувалось чисельними погромами єврейського населення Сміли.
9 січня 1920 року частини радянської 12-ї армії відбили залізничний вузол.
10 лютого 1920 року в ході Першого зимового походу полк Чорних запорожців та Мазепинський кінний полк штурмом взяли станцію Бобринську. На станції було захоплено 11 поїздів інтендатури фронту. Серед трофеїв «чорні запорожці» мали 60 верхових коней, полкові гармати, рушничні набої, багато одягу та іншої амуніції. Нанісши значних втрат більшовикам та здобувши велику кількість майна, війська відступили зі станції та вирушили на Лівобережжя.

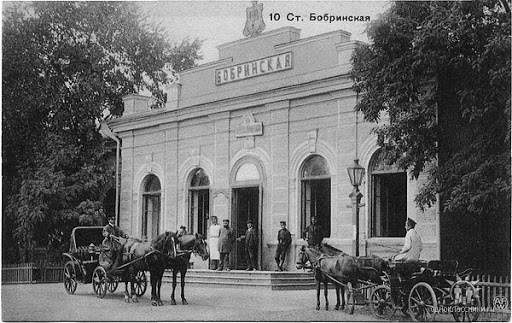
Станція Бобринська (наприкінці XIX століття)
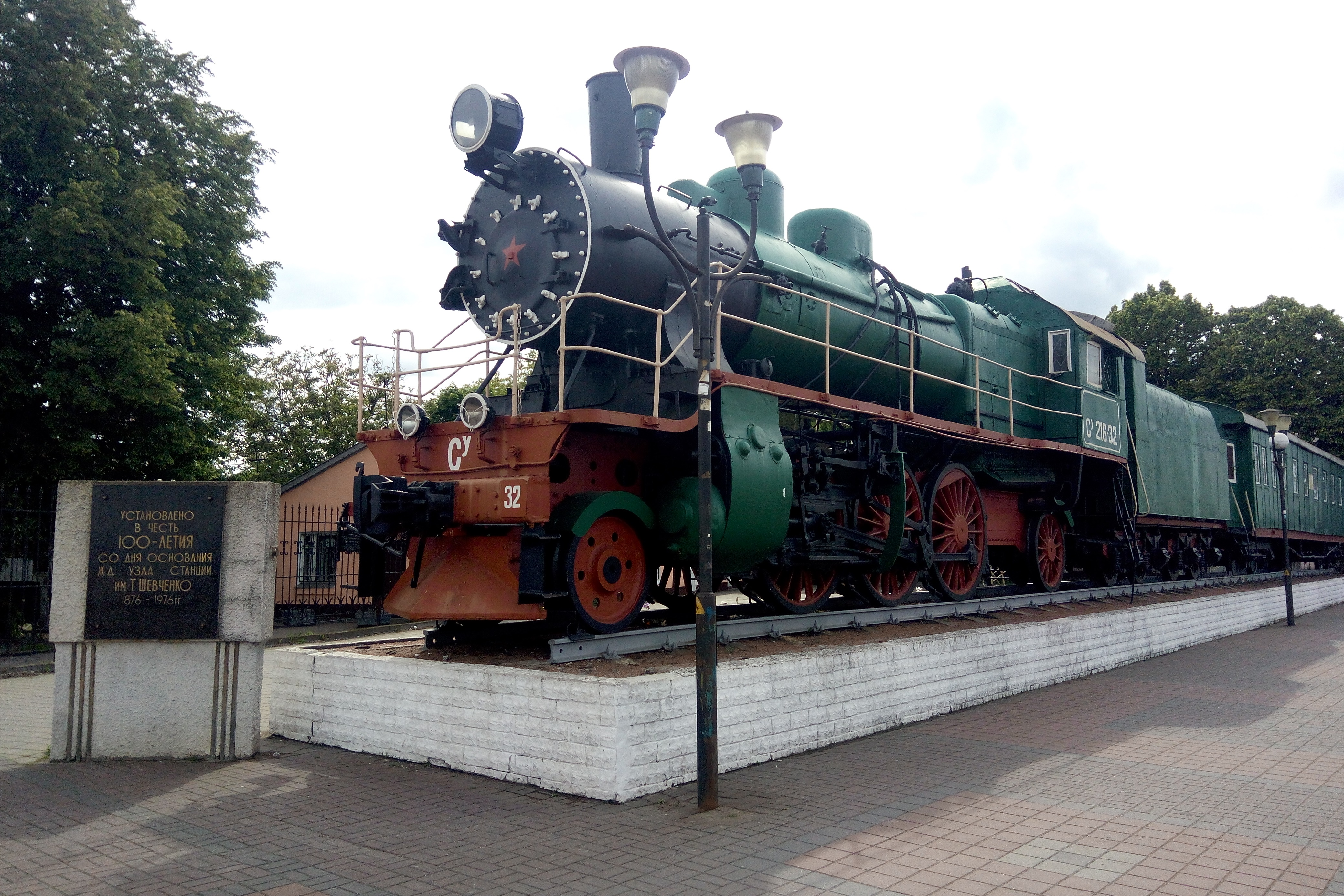
Пам'ятник паровозу Су 216-32 та вагон-музей
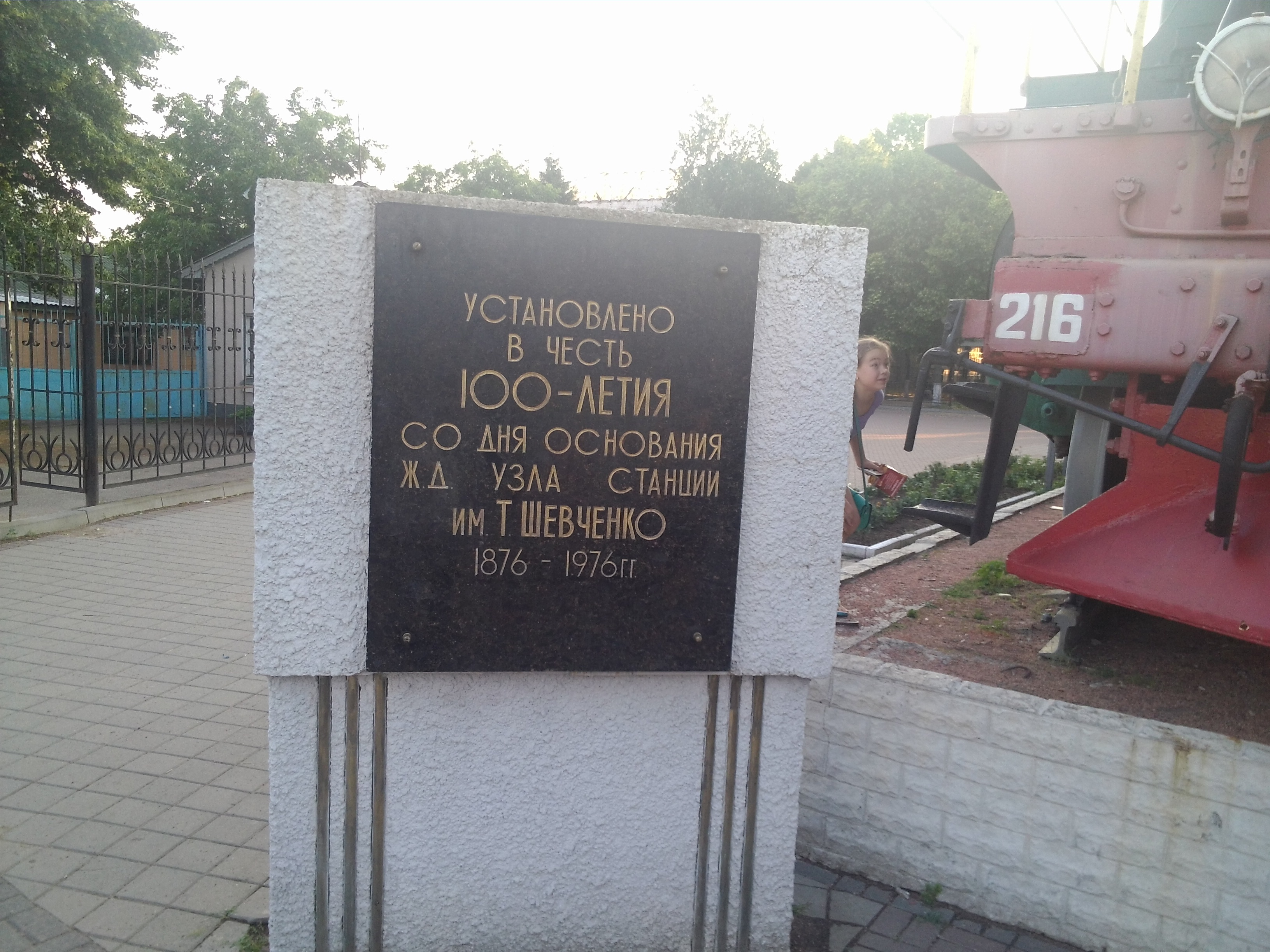
Меморіальна дошка
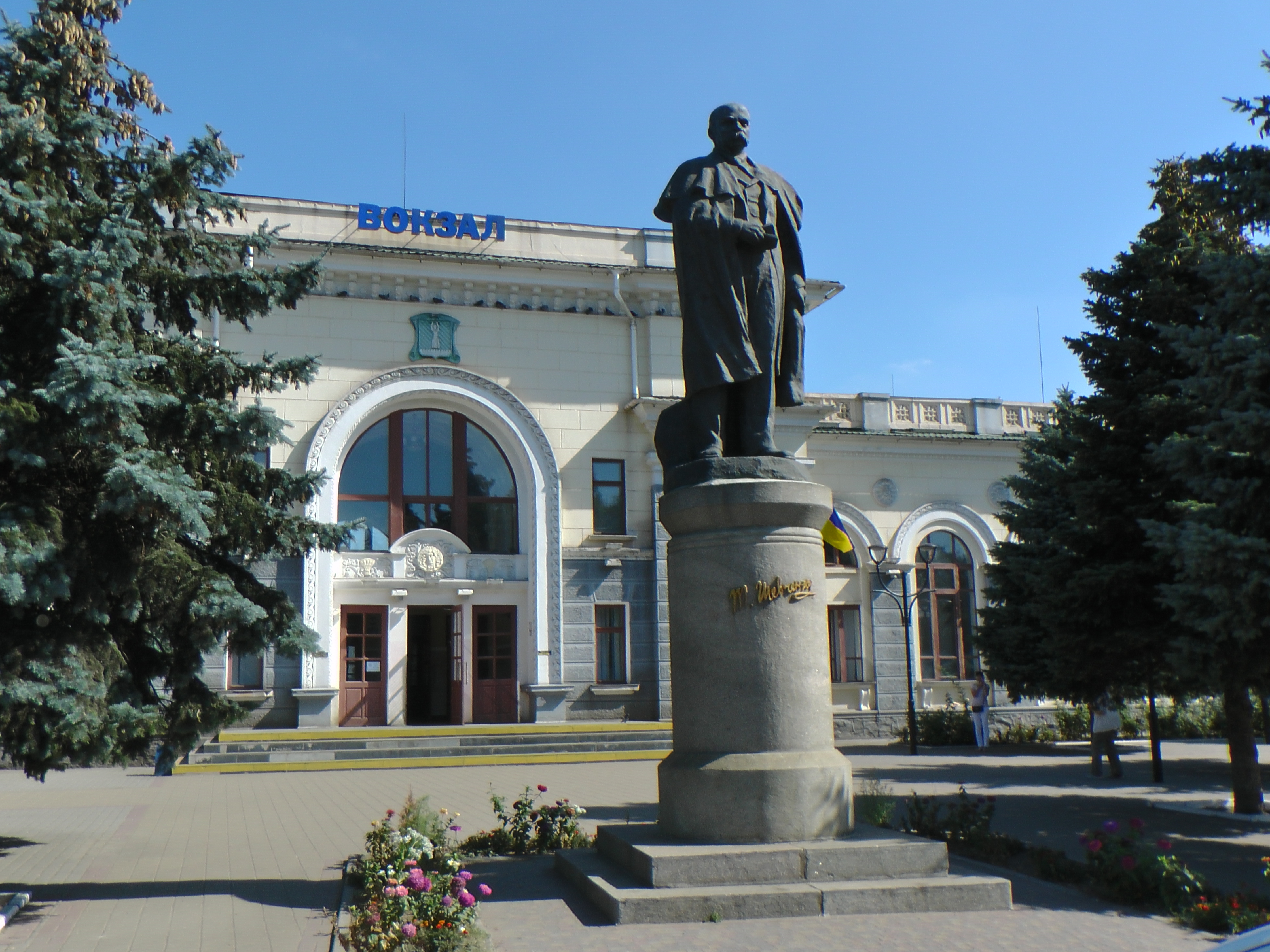
Пам'ятник Тарасові Шевченку

### За часівУРСР
1933 року засноване ремонтне вагонне депо.
14 квітня 1936 року опублікована постанова Центрального виконавчого комітету СРСР згідно якої станція Бобринська отримала назву на честь партійного діяча імені Постишева.
1936 року відбулось розукрупнення Південно-Західної залізниці, в окрему адміністративну одиницю була виділена Одеська залізниця, в підпорядкування якої і потрапила станція імені Постишева. Постишевське (Бобринське) відділення стало одним з восьми аналогічних у складі новоствореної залізниці. Через станцію пролягає один з основних потоків поїздів у напрямку Миронівка — П'ятихатки — Знам'янка.
11 березня 1940 року ремонтне вагонне депо отримало назву Імені Тараса Шевченка.
1952 року побудований сучасний вокзал станції за проєктом архітектора Геннадія Гранаткіна. Друге переобладнання станція пережила впродовж 1958—1964 років. Перша на Одеській залізниці електрифікована змінним струмом (~25 кВ) дільниця Миронівка — Імені Тараса Шевченка — Знам'янка-Пасажирська введена в експлуатацію 1962 року, а вже згодом поїзди на електротязі почали курсувати між Києвом, Придніпров'ям та півднем України.

### УНезалежній Україні

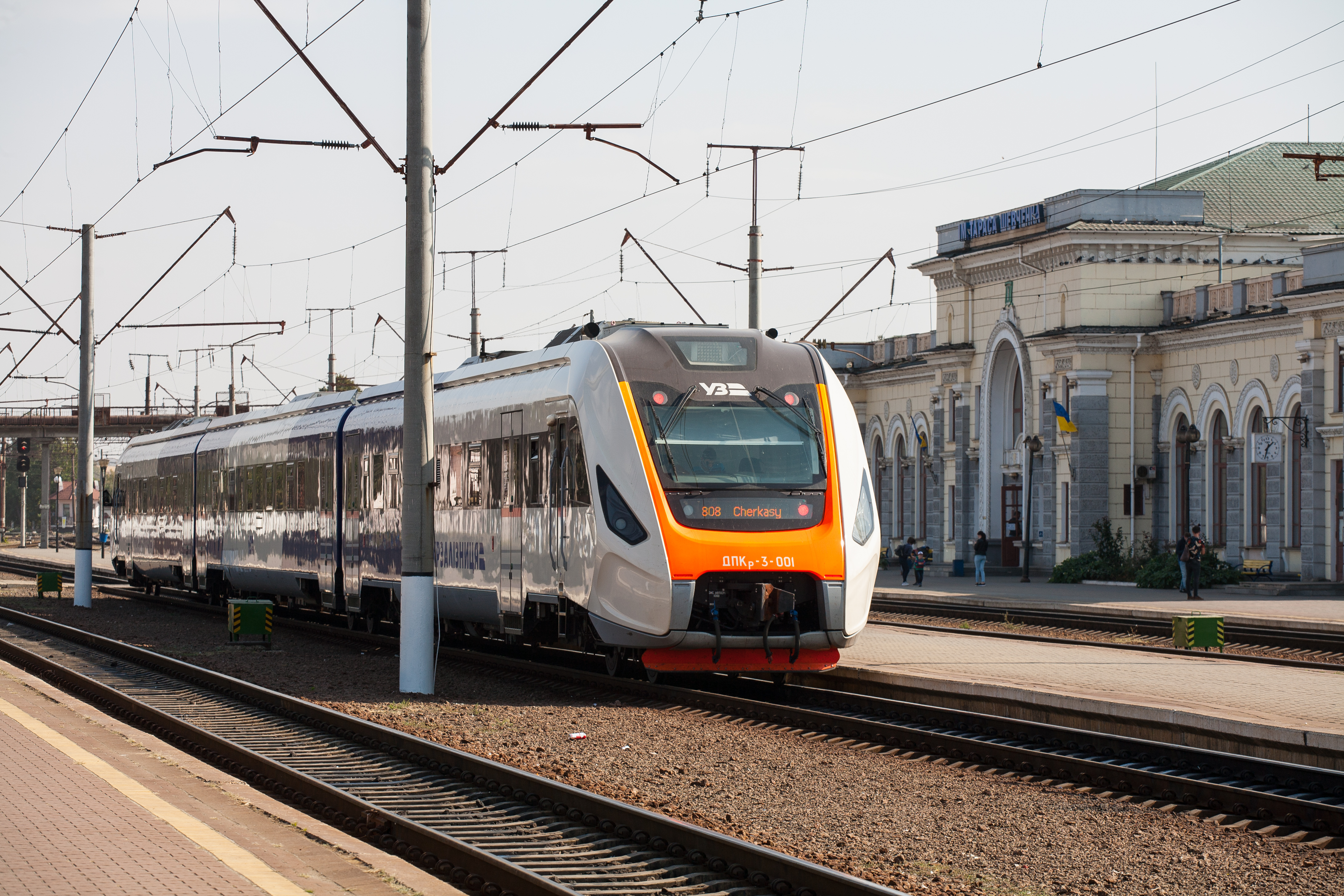
Південний вокзал, вигляд з платформ

1991 року станція увійшла до підпорядкування «Укрзалізниці». З 1999 року на станції відкритий сервісний центр, який обладнаний системою «Експрес УЗ».
У 2005—2008 роках станція реконструйована, у зв'язку з відкриттям швидкісного руху на дільниці Київ — Дніпро.
13 вересня 2012 року локомотивне депо (ТЧ-5) станції імені Тараса Шевченка було нагороджено як найкраще локомотивне депо у галузевому змаганні першого півріччя 2012 року. Зокрема, відзначена висока продуктивність праці, зростання обсягів перевезень та ефективна економія експлуатаційних витрат за виконання плану поточних ремонтних робіт, впровадження технологічних новацій у оснащенні та відсутності виробничого травматизму.

## Пасажирське сполучення
Станція обслуговує пасажирські поїзди далекого сполучення, а також приміські поїзди до станцій Гребінка, Знам'янка-Пасажирська, Миронівка, Помічна, Умань та Черкаси.
| Рух пасажирських поїздів далекого сполучення по станції Імені Тараса Шевченка |                                            |                         |                                    |                                              |
| №                                                                             | Маршрут сполучення                         | №                       | Маршрут сполучення                 | Періодичність курсування                     |
| 4 «Нічний експрес»                                                            | Ужгород — Запоріжжя                        | 3 «Нічний експрес»      | Запоріжжя — Ужгород                | Щоденно, вперше призначений з 18 грудня 2018 |
| 5                                                                             | Запоріжжя — Ясіня                          | 6                       | Ясіня — Запоріжжя                  | Щоденно                                      |
| 31 «Нічний експрес»                                                           | Запоріжжя — Перемишль                      | 32 «Нічний експрес»     | Перемишль — Запоріжжя              | Щоденно                                      |
| 33                                                                            | Кривий Ріг — Ясіня                         | 34                      | Ясіня — Кривий Ріг                 | Щоденно                                      |
| 37                                                                            | Запоріжжя — Київ                           | 38                      | Київ — Запоріжжя                   | Щоденно                                      |
| 39                                                                            | Запоріжжя — Солотвино                      | 40                      | Солотвино — Запоріжжя              | Через день                                   |
| 42                                                                            | Трускавець — Дніпро                        | 41                      | Дніпро — Трускавець                | Щоденно                                      |
| 44 «Стефанія Експрес»                                                         | Івано-Франківськ — Київ — Черкаси          | 43 «Стефанія Експрес»   | Черкаси — Київ — Івано-Франківськ  | Щоденно                                      |
| 47                                                                            | Запоріжжя — Мукачево / Ужгород             | 48                      | Ужгород / Мукачево / — Запоріжжя   | Через день                                   |
| 61                                                                            | Дніпро-Головний — Івано-Франківськ — Львів | 62                      | Івано-Франківськ — Дніпро-Головний | Через день                                   |
| 65                                                                            | Харків — Умань                             | 66                      | Умань — Харків                     | Через день                                   |
| 75 «Криворіжжя»                                                               | Кривий Ріг — Київ                          | 76 «Криворіжжя»         | Київ — Кривий Ріг                  | Щоденно                                      |
| 79 «Січеслав»                                                                 | Дніпро-Головний — Київ — Львів             | 80 «Січеслав»           | Львів — Київ — Дніпро-Головний     | Щоденно                                      |
| 85                                                                            | Запоріжжя — Львів                          | 86                      | Львів — Запоріжжя                  | Щоденно                                      |
| 87                                                                            | Запоріжжя — Ковель                         | 88                      | Ковель — Запоріжжя                 | Через день                                   |
| 102                                                                           | Краматорськ / Київ — Херсон                | 102                     | Херсон — Київ / Краматорськ        | Щоденно                                      |
| 110                                                                           | Львів — Херсон                             | 109                     | Херсон — Львів                     | Щоденно                                      |
| 115                                                                           | Запоріжжя — Чернівці                       | 116                     | Чернівці — Запоріжжя               | Щоденно                                      |
| 120                                                                           | Холм — Дніпро                              | 119                     | Дніпро — Холм                      | Щоденно                                      |
| 122 «Миколаїв»                                                                | Київ — Миколаїв                            | 121 «Миколаїв»          | Миколаїв — Київ                    | Щоденно                                      |
| 148 «Хаджибей»                                                                | Київ — Одеса                               | 148 «Хаджибей»          | Одеса — Київ                       | Щоденно                                      |
| 162*                                                                          | Київ — Миколаїв / Херсон                   | 162*                    | Херсон / Миколаїв — Київ           | Сезонний, за вказівкою                       |
| 65                                                                            | Харків — Черкаси                           | 66                      | Черкаси — Харків                   | Через день                                   |
| 179*                                                                          | Дніпро — Київ                              | 180*                    | Київ — Дніпро                      | Сезонний, за вказівкою                       |
| 201*                                                                          | Дніпро — Київ                              | 202*                    | Київ — Дніпро                      | Сезонний, за вказівкою                       |
| 732 «Інтерсіті+»                                                              | Київ — Запоріжжя                           | 731 «Інтерсіті+»        | Запоріжжя — Київ                   | Щоденно                                      |
| 734 «Інтерсіті+»                                                              | Київ — Дніпро                              | 731 «Інтерсіті+»        | Дніпро — Київ                      | Щоденно                                      |
| 790 «Столичний експрес»                                                       | Київ — Кропивницький                       | 789 «Столичний експрес» | Кропивницький — Київ               | Щоденно                                      |
| 792 «Столичний експрес»                                                       | Київ — Кременчук                           | 791 «Столичний експрес» | Кременчук — Київ                   | Щоденно                                      |
| 794 «Столичний експрес»                                                       | Київ — Черкаси                             | 793 «Столичний експрес» | Черкаси — Київ                     | Щоденно, крім вівторка                       |

- Примітка: зірочкою позначені поїзди, що призначаються переважно в літній період.

У різні часи через станцію Імені Тараса Шевченка курсували такі пасажирські поїзди далекого сполучення:
| Скасовані пасажирські поїзди (2011—2014) |                                                  | |
| №                                        | Маршрут сполучення                               | Примітки |
| 11/12 «Славутич»                         | Київ — Сімферополь                               | |
| 18/17 «Чорноморський Кавказ»             | Київ — Адлер / Анапа                             | |
| 26/25 «Каштан»                           | Київ — Кисловодськ                               | |
| 28/27 «Севастополець»                    | Київ — Севастополь                               | |
| 34/33                                    | Одеса — Москва                                   | |
| 40/39 «Севастополь»                      | Київ — Севастополь                               | |
| 46/45 «Маяк»                             | Львів — Адлер                                    | |
| 70/69                                    | Львів — Донецьк / Маріуполь                      | |
| 86/85                                    | Львів — Сімферополь                              | |
| 88/87 «Лісова пісня»                     | Ковель — Сімферополь                             | |
| 166/165, 168/167 «Столичний експрес»     | Київ — Дніпро                                    | |
| 248/247, 294/293                         | Київ — Євпаторія                                 | |
| 206/205                                  | Київ — Феодосія                                  | |
| 320/319                                  | Кишинів — Ростов-на-Дону                         | |
| 458/457                                  | Херсон — Санкт-Петербург                         | |
| 495/496                                  | Вітебськ — Євпаторія                             | |
| Скасовані пасажирські поїзди (2020—2022) |                                                  | |
| 12/11 «Славутич»                         | Київ — Новоолексіївка                            | Курсував щоденно |
| 61/62                                    | Херсон / Миколаїв — Москва                       | Курсував до березня 2020 року через день |
| 67/68                                    | Маріуполь — Львів                                | Скасований з 2022 року |
| 69/70                                    | Маріуполь — Львів                                | Скасований з 2022 року |
| 71/72 «Запоріжжя»                        | Запоріжжя — Київ                                 | Курсував щоденно до 2022 року, натомість призначений за цим маршрутом поїзд № 37/38                                                                      |
| 116/136 «Маяк»                           | Київ — Бердянськ / Покровськ                     | Курсував щоденно до 2022 року. Призначався з 25.03.2018 (до 08.12.2018 курсував під № 225/245//226/246)                                                  |
| 83 «Азов»                                | Маріуполь — Київ                                 | Курсував щоденно до 2022 року |
| 86/85                                    | Львів — Новоолексіївка                           | Курсував по непарних числах до 2022 року |
| 88/87 «Лісова пісня»                     | Ковель — Новоолексіївка                          | Курсував по непарних числах до 2022 року |
| 95/96 «Тясмин»                           | Черкаси — Львів                                  | Курсував 1 раз в 4 дня (по числам). З 18 березня 2020 року тимчасово скасований.                                                                         |
| 121/122 «Миколаїв»                       | Миколаїв — Київ / Рівне                          | Курсував щоденно, з 09.12.2018 подовжено до станції Рівне. З 26.01.2020 з четверга по неділю до ст. Рівне, з 28.01.2020 з понеділка по середу — до Києва |
| 128/127 «Ковель»                         | Ковель — Харків                                  | Курсував через день до березня 2020 року |
| 134/133                                  | Івано-Франківськ — Миколаїв                      | Курсував щоденно |
| 204/201*                                 | Київ — Херсон                                    | Сезонний, за вказівкою |
| 206/205*                                 | Київ — Миколаїв                                  | Сезонний, за вказівкою |
| 228/227*                                 | Київ — Бердянськ                                 | Сезонний, за вказівкою |
| 232/231*                                 | Івано-Франківськ — Генічеськ                     | Сезонний, за вказівкою |
| 237/238*                                 | Одеса — Київ                                     | Сезонний, за вказівкою |
| 248/247*                                 | Київ — Одеса                                     | Сезонний, за вказівкою |
| 256/255*                                 | Львів — Херсон                                   | Сезонний, за вказівкою |
| 291/292*                                 | Дніпро — Київ                                    | Сезонний, за вказівкою |
| 298/297*                                 | Київ — Херсон                                    | Сезонний, за вказівкою |
| 282/281*                                 | Хмельницький / Київ — Новоолексіївка / Генічеськ | Призначався за вказівкою |
| 734/733 «Інтерсіті+»                     | Київ — Покровськ                                 | Курсував щоденно |
| 782/781 «Столичний експрес»              | Київ — Черкаси                                   | Курсував щоденно, крім вівторка та середи |

- Примітка: зірочкою позначені поїзди, що призначалися переважно в літній період, за вказівкою.

До 9 грудня 2017 року через станцію курсував нічний швидкий поїзд № 119/120 сполученням Запоріжжя — Львів, якому змінено маршрут руху через станції Кропивницький, Голта, Вапнярка, Жмеринка.

Поїзди на станції Імені Тараса Шевченка
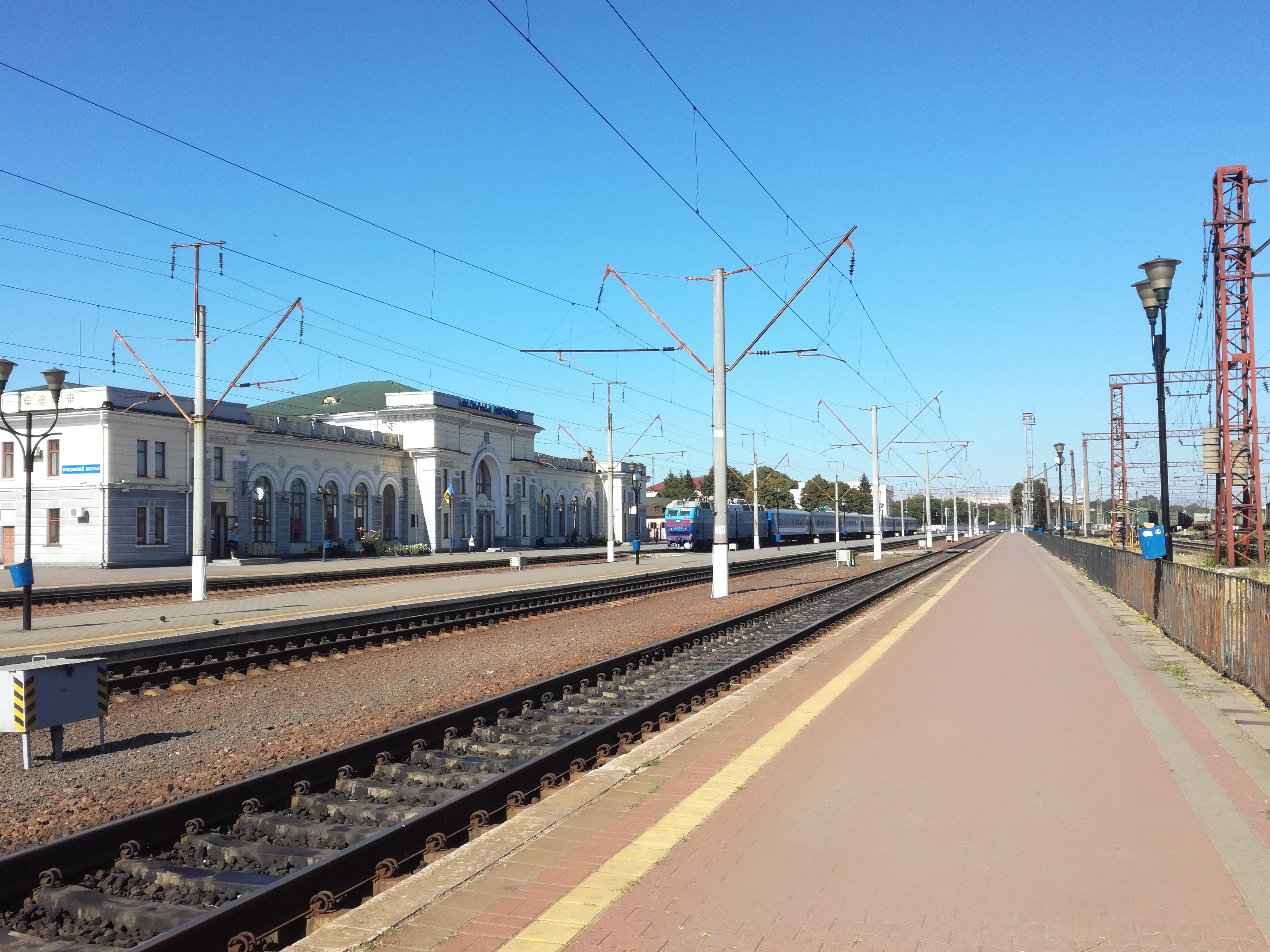
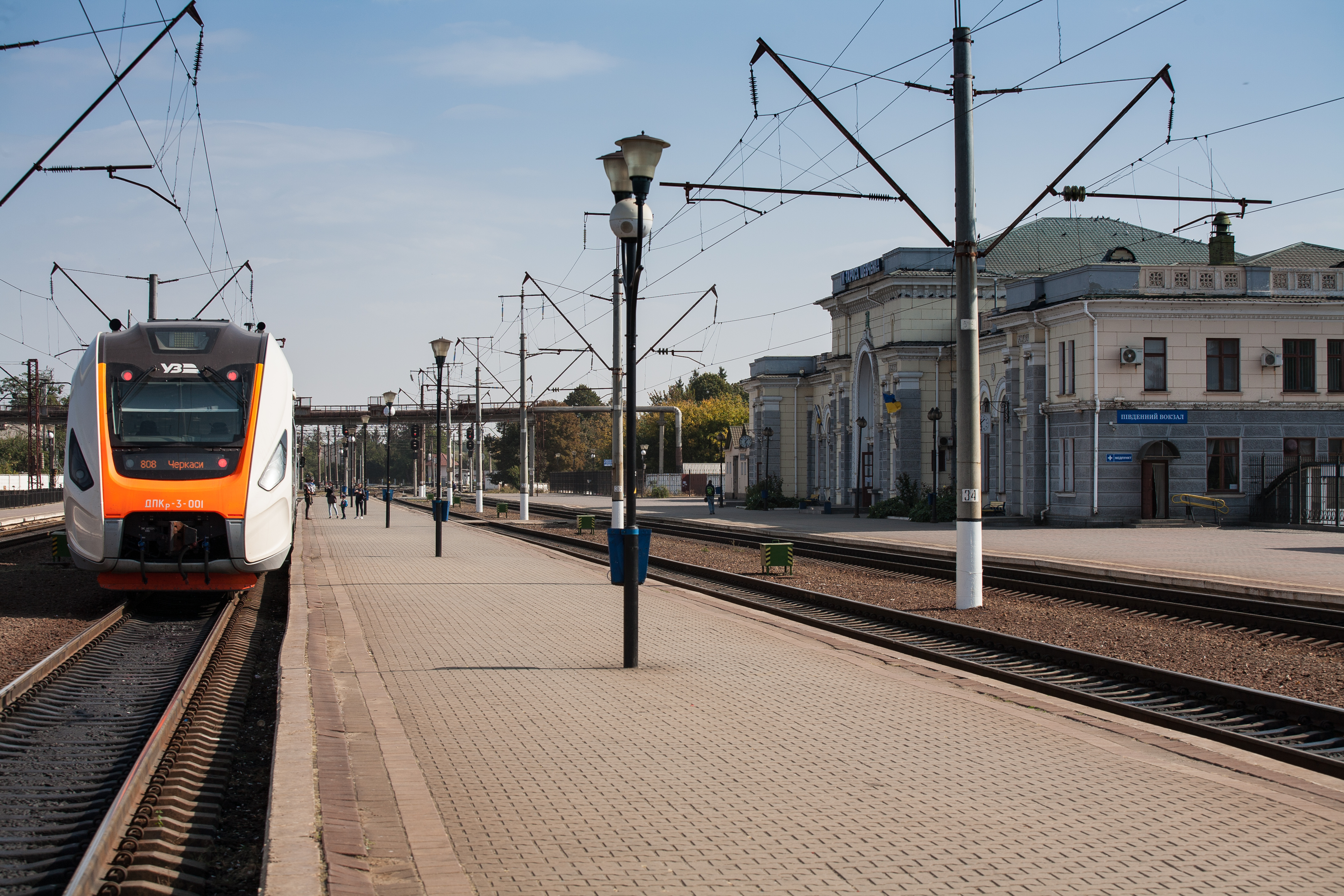
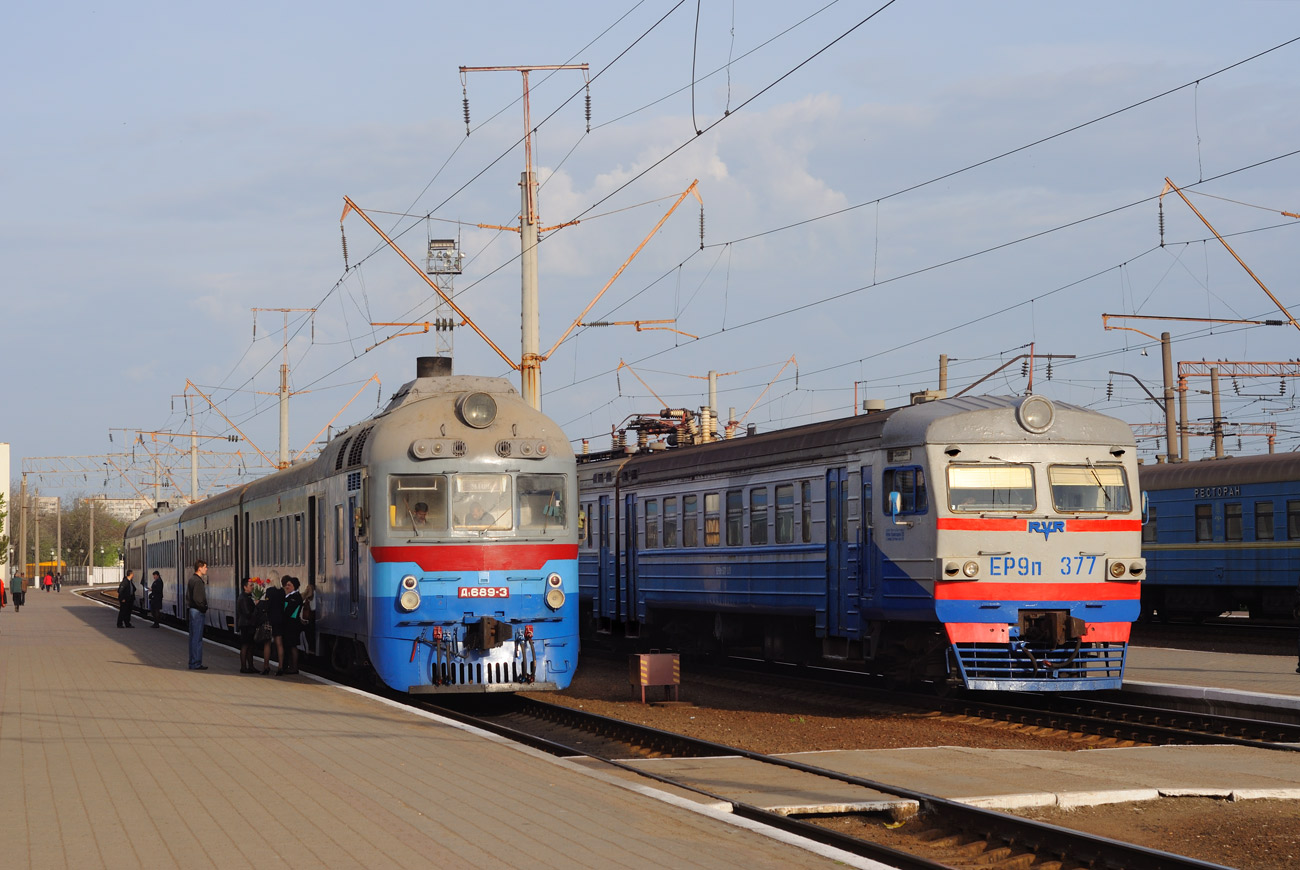
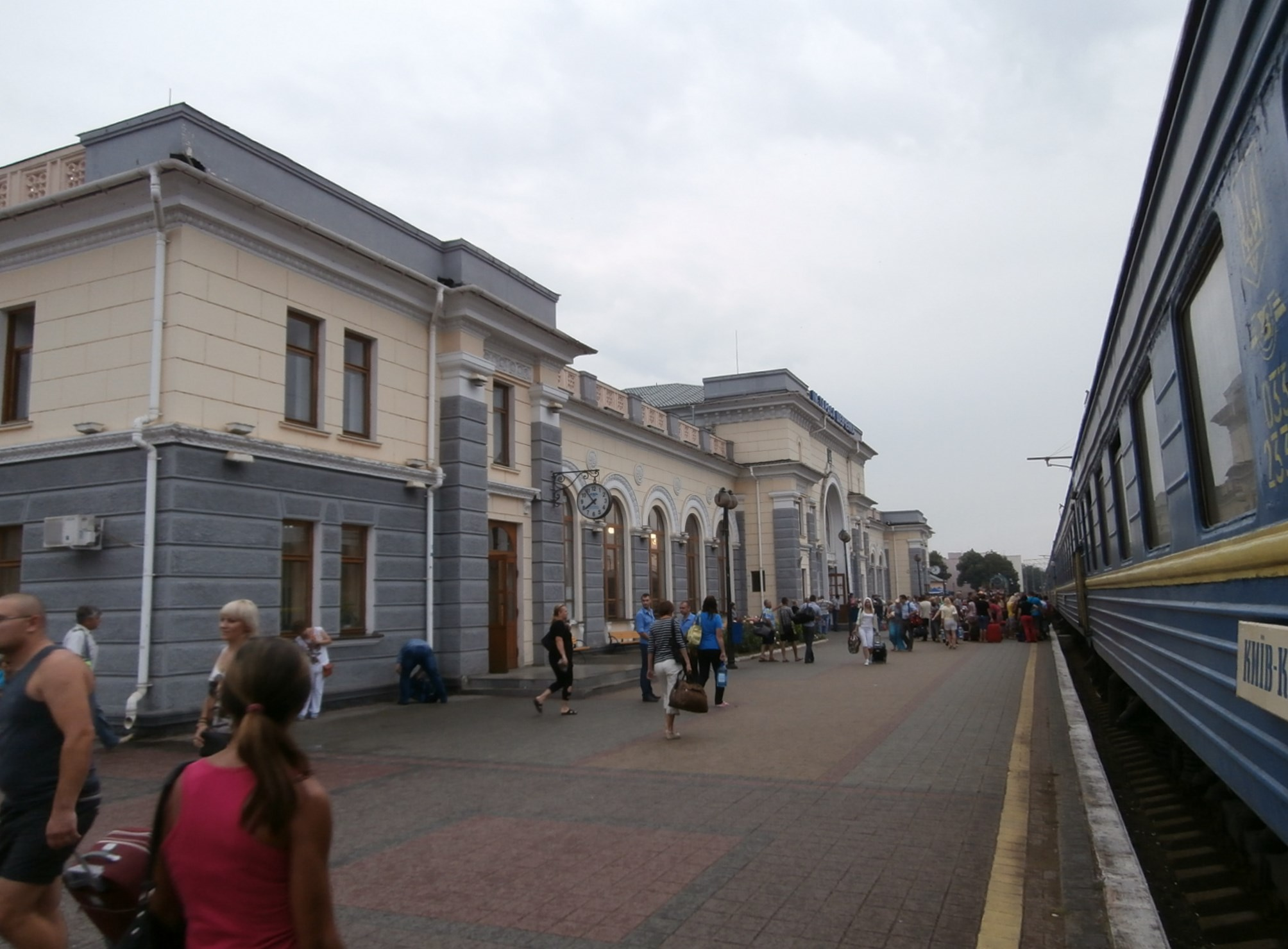